# Zarzysko
Zarzysko (niem. Grüttenberg) – wieś w Polsce, położona w województwie dolnośląskim, w powiecie oleśnickim, w gminie Oleśnica.

## Nazwa
9 września 1947 ustalono polską nazwę miejscowości – Zarzysko.

## Podział administracyjny
| SIMC    | Nazwa     | Rodzaj     |
| ------- | --------- | ---------- |
| 0879305 | Smółczyce | przysiółek |

W latach 1975–1998 miejscowość należała administracyjnie do województwa wrocławskiego.

## Demografia
W 1933 roku w miejscowości mieszkało 276 osób, a w 1939 roku – 262 osoby. W roku 2009 zamieszkiwało ją 137 osób, a w 2011 roku – 139 osób.

## Zabytki
- park z 1870 roku[12] wpisany do rejestru zabytków Narodowego Instytutu Dziedzictwa
- dwór, parterowy z dachem czterospadowym, nakrytym dachówką